# Mandombe

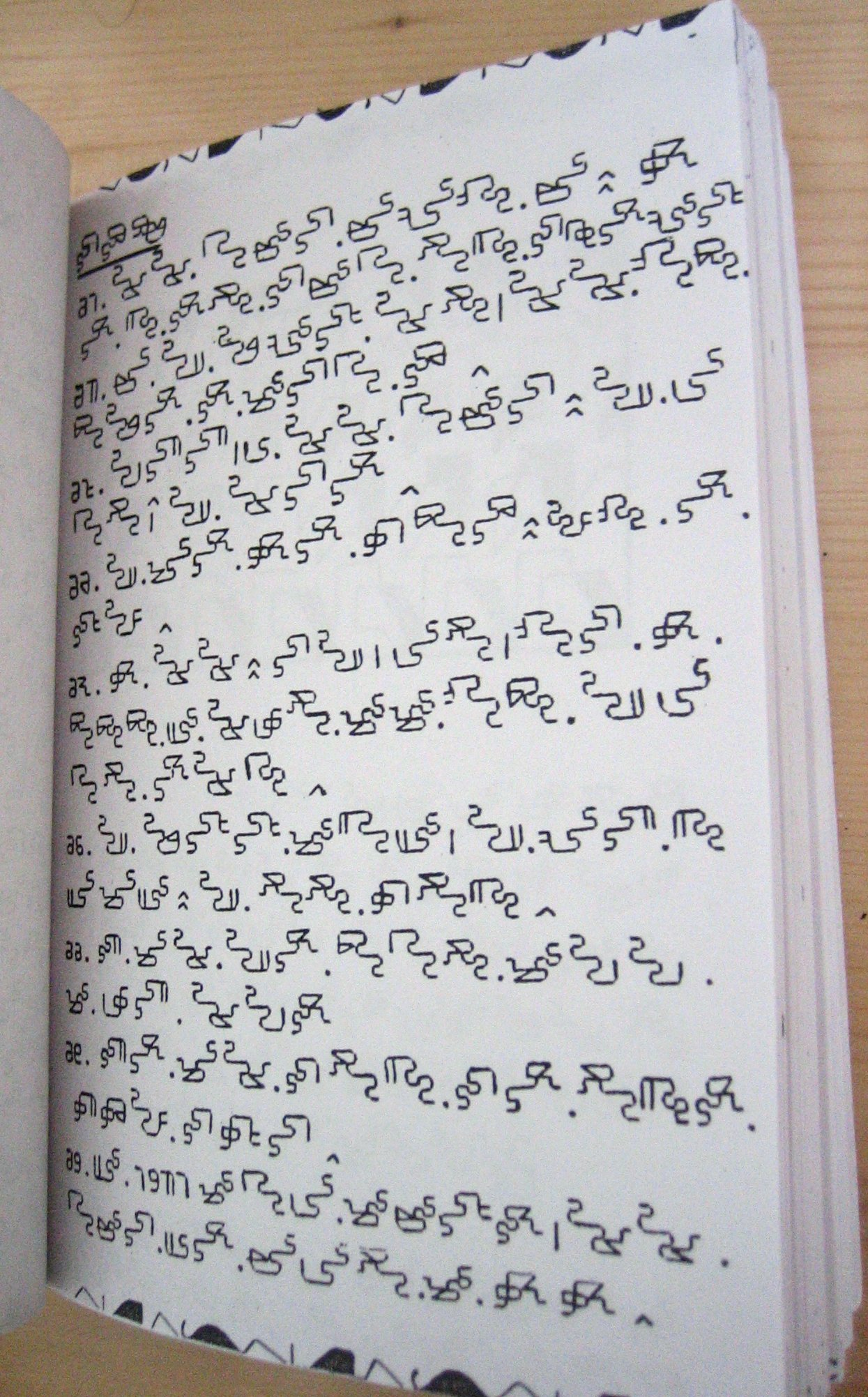
Esempio di scrittura mandombe dal Manuale di lettura per gli studenti

La scrittura mandombe (o mandombé) è un sistema di scrittura africano, classificabile come un alfasillabario.

## Invenzione
Questo sistema di scrittura (il cui etimo, in lingua kikongo significa "per il nero") fu inventato nel 1978 da David Wabeladio Payi, devoto kimbanguista, mentre si trovava a Mbanza Ngungu nella provincia del Basso Congo nell'attuale Repubblica Democratica del Congo (RDC), allora chiamato Zaire. L'invenzione, che i seguaci del suo creatore vedono come una "rivelazione divina", un "dono spirituale" ed un mezzo d'avanzamento degli africani, avvenne a seguito di una serie di visioni mistiche riguardanti anche la figura storica di Simon Kimbangu.

## Uso e diffusione
Il mandombe è pensato per trascrivere le lingue kikongo ya leta (una lingua creola basata sul kikongo), lingala, tshiluba e swahili – quattro lingue nazionali della Repubblica Democratica del Congo e la lingua kikongo.
I suoi promotori sostengono che tale scrittura sia adatta a qualsiasi idioma africano, e l'Accademia del Mandombe, centro di ricerca del CENA, sta lavorando alla trascrizione di altre lingue dell'Africa subsahariana.
La scrittura è insegnata in alcune scuole amministrate dalla Chiesa kimbanguista, soprattutto nella Repubblica Democratica del Congo. Il CENA (Centre de l'Écriture négro-africaine) cerca di promuoverne la diffusione nella Repubblica Democratica del Congo ed in altri paesi, anche europei. Di fatto, tuttavia, la diffusione di questa scrittura risulta legata all'area geografica d'origine ed all'ambiente della Chiesa kimbanguista che, peraltro, continua a preferirle l'uso dell'alfabeto latino.
Esiste un limitato numero di pubblicazioni a stampa realizzate in questa scrittura.
La scrittura mandombe non è ancora codificata in Unicode, ma esistono sistemi informatici che ne permettono l'uso anche su internet.

## Struttura
Il mandombe combina dei segni con funzione vocalica e consonantica in modo da formare dei blocchi sillabici.
Tutti i caratteri sono basati su un segno grafico fondamentale, chiamato Mvuala Pakundungu, , la cui forma è simile ad un "5" ed al suo speculare, , detto Mvuala Pelekete, di forma simile ad un "2".
Vi sono sei vocali, cui si possono unire, in posizioni diverse, degli elementi grafici con funzione consonantica, distinti graficamente mediante procedimenti di rotazione e/o di riflessione speculare e classificati per forma in 'gruppi', e per orientamento in 'famiglie'.
Un sistema di segni diacritici, prefissi od infissi, permette di notare le sequenze di vocali, le vocali nasali, le consonanti prenasalizzate e i gruppi di consonanti.

## Numeri
Si premette la notazione dei numeri, perché importante per la composizione grafica degli elementi vocalici bisimba.
I numeri sono espressi secondo il sistema posizionale decimale, utilizzando i segni della tabella seguente.
La cifra 1 somiglia a quella indo-arabica; i numeri 6 e 9 sono versioni quadrate delle corrispondenti cifre indo-arabiche, ed i numeri per il 7 e l'8 sono formati dai precedenti con procedimento di riflessione.
| numero arabo | numero mandombe |
| ------------ | --------------- |
| 0            |                 |
| 1            |                 |
| 2            |                 |
| 3            |                 |
| 4            |                 |
| 5            |                 |
| 6            |                 |
| 7            |                 |
| 8            |                 |
| 9            |                 |

## Bisimba
Il kisimba (plurale bisimba) è una vocale utilizzata all'interno di un testo.
Può formare una sillaba da solo od in unione con una consonante; è reso aggiungendo alla destra del segno fondamentale  i caratteri mandombe per i numeri dall'1 al 5.
Se però una vocale costituisce il secondo elemento di un dittongo o di una sequenza di vocali, viene trascritta con un carattere diacritico al termine della vocale precedente: ad esempio "lio" (parola bisillabica) è scritto "li" più il diacritico per "o"; mwa (una sillaba) è scritta "mu" più il diacritico per "a". 
Non essendovi un diacritico per "u", le sequenze vocaliche terminanti in "u" sono generalmente scritte come se sequenze di due sillabe diverse, la seconda delle quali è "wu".
| Scrittura latina | fonetica        | mandombe | composizione | diacritico |
| ---------------- | --------------- | -------- | ------------ | ---------- |
| i                | /i/ o /j/       |          |              |            |
| u, w             | /u/ o /w/       |          |              |            |
| e                | /e/, /ɛ/ od /ə/ |          |              |            |
| o                | /o/ od /ɔ/      |          |              |            |
| a                | /a/             |          |              |            |
| ü                | /y/             |          | ?            |            |

## Mvualae famiglie di caratteri
Nel Mandombe non esistono consonanti autonome in senso proprio; le consonanti si realizzano combinando dei segni  mvuala za mpamba,  e , con un elemento aggiuntivo detto yikamu; nascono così quattro famiglie di mvuala complessi, che, a loro volta combinati con una vocale kisimba, formano delle unità sillabiche.

### Yikamu, sua proiezione sul piano e 'gruppi' dimvuala

Proiezione degli yikamu sul piano

Mvuala con quattro diversi yikamu a 0° (gruppo 2), 45° (gruppo 3), 90° (gruppo 1) e 135° (gruppo 4)

Un tratto aggiuntivo posticcio, chiamato yikamu (immaginato come tridimensionale e successivamente incarnato da un trattino, variamente proiettato sul piano di scrittura) permette di modificare il segno grafico di base, mvuala, in un segno consonantico. Lo yikamu può essere utilizzato in più modi. L'angolo di tale elemento è calcolato in relazione al piano di scrittura: cioè si calcolano 0° se lo yikamu è sul piano, e 90° se è perpendicolare al piano.
- gruppo 1, Mvuala piluka
il mvuala è formato con uno yikamu a 90°
- gruppo 2, Mvuala mpamba (mvuala semplice)
il mvuala è formato con una rotazione dell'intero yikamu
- gruppo 3,
il mvuala è formato con una rotazione dello yikamu a 45°
- gruppo 4,
il mvuala è formato con una rotazione dello yikamu a 135°

Un quinto 'gruppo', Mazita ma zindinga, è invece creato invertendo i segni di uno dei quattro gruppi fondamentali.

### Famiglie dimvuala
Gli mvuala complessi, composti con l'aiuto degli yikamu, possono essere trasformati geometricamente per rotazione o simmetria, in modo da produrre altre sillabe (vedi figura).
- famiglia 1
il carattere è composto da una consonante e uno yikamu ed è posto in basso a sinistra rispetto alla vocale, senza trasformazione geometrica
- famiglia 2
il carattere è frutto di una rotazione di un carattere della famiglia 1
- famiglia 3
il carattere è frutto di una riflessione (trasformazione geometrica) di un carattere della famiglia 1
- famiglia 4
il carattere è frutto di una rotazione e riflessione di un carattere della famiglia 1

Un'ipotetica famiglia 5, in cui il carattere sarebbe frutto di una rotazione a 180° dell'elemento posticcio non è usato nella scrittura mandombe. Di fatto, l'elemento posticcio fa un percorso ideale da 0° a 180°, chiamato "Mabika ma Mvuala" o "gli angoli del tempo".
Anche il sillabario aborigeno canadese e la stenografia di Pitman ricorrono a simili procedimenti di rotazione, ma nel caso della scrittura mandombe non sembra presente la relazione fonologica tra le varie consonanti appartenenti al medesimo gruppo; con l'eccezione, forse, del quinto 'gruppo', Mazita ma zindinga, composto da consonanti fricative ed affricate.

### Formazione delle sillabe
Le sillabe si formano congiungendo un segno consonantico (mvuala complesso, munito di yikamu) ad un segno vocalico kisimba. I caratteri della stessa famiglia si distinguono per il diverso punto di congiunzione tra segno vocalico e consonantico, secondo il seguente schema:
- famiglia 1
vocale in alto a destra
- famiglia 2
vocale in basso a sinistra
- famiglia 3
vocale in alto a sinistra
- famiglia 4
vocale in basso a destra

### Esempi di sillabe
| consonante         | famiglia 1 | famiglia 2 (rotazione) | famiglia 3 (riflessione) | famiglia 4 (rotazione e riflessione) |
| ------------------ | ---------- | ---------------------- | ------------------------ | ------------------------------------ |
| gruppo 1           | na         | va                     | sa                       | ta                                   |
| gruppo 2           | be         | de                     | fe                       | ge                                   |
| gruppo 3           | ko         | mo                     | lo                       | po                                   |
| gruppo 4           | wi         | ri                     | zi                       | yi                                   |
| Mazita ma zindinga | shu        | dju                    | tshu                     | ju                                   |

## Caratteri complessi
- La prenasalizzazione delle consonanti è indicata componendo il carattere con una variazione di  «n» non unita alla vocale.
- La nasalizzazione delle vocali è indicata dal diacritico .
- Le sillabe composte con «r» sono formate inserendo un segno  all'interno del mvuala consonantico.

### Esempi di sillabe complesse
| fenomeno                                | mandombe | trascrizione |
| --------------------------------------- | -------- | ------------ |
| dittongo                                |          | bie          |
| dittongo                                | mwa      |              |
| nasalizzazione/consonante nasale finale |          | ken          |
| prenasalizzazione                       |          | mbu          |
| gruppo di consonanti                    |          | pro          |
| gruppo di consonanti                    | plo      |              |

## Segni di punteggiatura
Peculiare della scrittura mandombe è il punto di separazione tra le parole, che è scritto come un punto fermo della scrittura latina.
Per il resto i segni di punteggiatura corrispondono a quelli usati con l'alfabeto latino, ma sono resi graficamente in modo diverso. Al punto fermo corrisponde un segno a forma di vu rovesciata, ʌ, la virgola è resa una corta linea verticale, ı; i due punti ed il punto e virgola risultano da combinazioni dei precedenti, e cioè da due "ʌ" sovrapposte i due punti e da "î" il punto e virgola. Il punto di domanda ha la forma λ, simile a quella di una lettera greca lambda.

## Varianti
Esiste una variante semplificata della scrittura, detta sakwameso (e, in francese, diminutif), graficamente meno sviluppata in verticale e quindi più facilmente iscrivibile entro il rigo di scrittura.
I sostenitori della scrittura mandombe hanno sviluppato anche una calligrafia a tratti geometrici, detta kimbangula.